# Округ Колумбијана (Охајо)
Округ Колумбијана (енгл. Columbiana County) је округ у америчкој савезној држави Охајо.

## Демографија
По попису из 2010. године број становника је 107.841, што је 4.234 (-3,8%) становника мање него 2000. године.
| Група             | 2000.           | 2010.           |
| Белци             | 107.045 (95,5%) | 102.326 (94,9%) |
| Афроамериканци    | 2.468 (2,2%)    | 2.405 (2,2%)    |
| Азијати           | 262 (0,2%)      | 322 (0,3%)      |
| Хиспаноамериканци | 1.309 (1,2%)    | 1.348 (1,2%)    |
| Укупно            | 112.075         | 107.841         |